# Nesticella aelleni
Nesticella aelleni är en spindelart som först beskrevs av Brignoli 1972.  Nesticella aelleni ingår i släktet Nesticella och familjen grottspindlar.
Artens utbredningsområde är Sri Lanka. Inga underarter finns listade i Catalogue of Life.